# Cleotrivia antillarum
Cleotrivia antillarum là một loài ốc biển cỡ nhỏ, là động vật thân mềm chân bụng sống ở biển thuộc họ Triviidae.

## Miêu tả
Chiều dài tối đa của vỏ ốc được ghi nhận là 6 mm.

## Môi trường sống
Độ sâu tối thiểu được ghi nhận là 9 m. Độ sâu tối đa được ghi nhận là 525 m.